# Vadu (Constanța)
Vadu (antiguamente Caraharman) es una localidad rumana de la comuna de Corbu, en el condado de Constanța.

## Toponimia
El antiguo nombre del lugar puede encontrarse referido con las grafías Cara-Harman, Caraharman y Karaharman, además de Kara-Kerman, Kara-Herman, Kara-Kirman, Kara-Birman, Karairman, Karakirmen y Karahirmen. En 1926 pasó a denominarse Vadu.

## Geografía
La localidad está ubicada en la región de Dobruja.

## Historia
Hacia finales del siglo XIX, la localidad, que ya por entonces pertenecía al condado de Constanța, formaba parte de la comuna homónima de Cara-Harman.
En la segunda mitad del siglo XX la localidad había pasado a formar parte, junto con Corbu y Luminița, de la comuna de Corbu. En el censo de 2021 la localidad tenía una población de 659 habitantes.